# AdSense
AdSense é o serviço de publicidade oferecido pelo Google Inc. Os donos de websites podem inscrever-se no programa para exibir anúncios em texto, imagem e, mais recentemente, vídeo. A exibição dos anúncios é administrada pela Google e gera lucro baseado ou na quantidade de cliques ou de visualizações. Um método baseado nas ações realizadas pelo usuário está em fase de testes.

## Visão geral
O Google utiliza a sua tecnologia de busca da Internet para veicular anúncios com base no conteúdo dos sites. Aqueles que quiserem anúnciar no Google podem inscrever-se através do Google Adwords, o Adwords é a fonte de toda a renda do AdSense.
Muitas pessoas usam o AdSense para obter lucro com todo o conteúdo do seu site. AdSense tem sido particularmente importante para a entrega das receitas de publicidade a pequenos sites que não têm os recursos para desenvolvimento.
Os anúncios são escolhidos de acordo com o conteúdo do site, a localização geográfica do usuário entre outros fatores e acaba gerando um anúncio menos intrusivo que a maioria dos banners de acordo com o conteúdo da página, o que o tornou um método popular para oferecer anúncios.
Outra característica é, para ser mais eficaz, a utilização de Cookies em cada visitante, levando a cada um, anúncios que lhe são relativos. Exemplo: Se o visitante procura passagens aéreas, é comum ver anúncios de viagens. Se procurar algum produto eletrónico, encontrará anúncios para tais produtos. É individualizado, por conta dessa "inteligência artificial" conseguindo bons resultados, tanto para os administradores dos sites como para a Google.

## História
Oingo, Inc. foi uma empresa privada, localizada em Los Angeles, Iniciada em 1998 por Gilad Elbaz e Adam Weissman. Oingo desenvolveu um algoritmo de busca com base no significado das palavras e seu léxico subjacente, essa tecnologia é chamada WordNet, que foi desenvolvida ao longo dos últimos 15 anos por pesquisadores da Universidade de Princeton, dirigido por George Miller.
Oingo mudou o nome para Applied Semantics em 2001, mais tarde adquirido pela Google em abril de 2003 por $102 Milhões de dólares americanos.
Em 2009, o Google AdSense anunciou que iria oferecer novas funcionalidades, incluindo a capacidade de "ativar várias redes a exibir anúncios".
Em fevereiro de 2010, o Google criou um algoritmo que usa o histórico de pesquisa dos usuários e assim oferece anúncios mais relevantes para eles.

## Requisitos para anunciar
É obrigatório a leitura dos regulamentos do Google Adsense para que não infrinja qualquer termo e acabe por ser banido do programa. Dicas básicas:
- Idade mínima de 18 anos;
- Possuir um website ou blog activo na internet com conteúdos úteis, 100% legais e relevantes para o nicho de mercado em que se encontra inserido;
- Todos os dados preenchidos serem válidos.

## Vantagens do Google Adsense
Para os editores de pequenos sites e blogs que tinham muita dificuldade em gerar receitas, o AdSense representa uma grande oportunidade de acesso gratuito e instantâneo a milhares de anunciantes. Além disso, a tecnologia do Adsense, permite um controle total sobre o desempenho dos anúncios e facilita muito a gestão e a realização de ações de melhoria dos resultados do site.